# Сава Димитров
Сава Димитров е български кларинетист и музикален педагог, професор.

## Биография
Роден е на 19 октомври 1919 г. в Попово. Основоположник е на българската кларинетна школа. През 1945 г. започва да преподава в Държавната музикална академия. През 1951 г. става доцент, а от 1955 г. е професор.
Въвежда кларинетите от система „Бьом“ и на нейната основа създава оригинален български метод за обучение по кларинет, за който създава необходимата нотна литература. Методът му е залегнал в основата на няколко други национални школи.
Първият български изпълнител на духови инструменти, солист на Софийската филхармония, който изпълнява Концерт № 1 – фа минор от Вебер. Първият български изпълнител на духови инструменти, изнесъл самостоятелен рецитал с произведения на Сен-Санс, Брамс и Хиндемит. Има записи по радиото и телевизията в България и по света. Дълги години музицира с професор Люба Енчева.
Носител е на награди от международните конкурси за кларинет в Женева, Будапеща и др.
Той е първият източноевропейски професор, поканен за участие в Голямото жури на конкурса за кларинет в Женева. Участва в журита на много български и международни конкурси.
Доктор хонорис кауза е на НМА „Проф. Панчо Владигеров“.
На него са посветени редица творби от наши и чужди автори, на които той е пръв изпълнител.
Негови ученици са Петко Радев, Атанас Колев, Николай Филипов, проф. Димитър Димитров, доц. Борислав Йоцов, проф. Сава Димитров младши и много други.
Умира на 26 август 2008 г. в София.